# Mäster Cees memoarer
Mäster Cees memoarer vol. 1–5 är en postumt utgiven 5-CD-box med Cornelis Vreeswijk innehållande 139 sånger som han spelat in under sina yrkesverksamma år som trubadur och vissångare åren 1964-1987. 
Boxen gavs ursprungligen ut 1993, av skivbolaget Metronome på 5 st CD-skivor med en total speltid på 382 minuter. Albumet belönades med en Grammis för "Årets specialutgåva" på Grammisgalan 1994.

## Låtlista

### CD 1 (1964-1967)
1. "Sportiga Marie" (1.37)
2. "Ballad om censuren" (2.28)
3. "Esmeralda" (2.49)
4. "Ballad om 100 år" (1.53)
5. "Horoskopvisa" (3.32)
6. "Lasse Liten blues" (3.13)
7. "Jultomten är faktiskt död" (2.00)
8. "Tänk om jag hade en sabel" (1.34)
9. "Dekadans" (2.20)
10. "Grimasch om morgonen" (2.04)
11. "Balladen om ett munspel" (3.05)
12. "Slusk-blues" (2.16)
13. "Ballad på en soptipp" (2.35)
14. "Visa i vinden" (2.42)
15. "Halleluja, jag är frisk igen" (1.36)
16. "Lillsysterns undulat är död" (1.25)
17. "Ann-Katarin" (3.20)
18. "Häst-på-taket-William" (1.58)
19. "Tältet" (2.17)
20. "På grund av emigration" (2.41)
21. "Min polare Per" (2.10)
22. "Balladen om all kärleks lön" (1.57)
23. "Balladen om Fredrik Åkare" (2.22)
24. "Perfect time killer" (2.28)
25. "Vaggvisa" (2.44)
26. "Jag har en spricka i läppen" (2.51)
27. "Ballad in dust" (2.01) ("Ballad på en soptipp" med engelsk text)
28. "Den falska flickan" (3.11)
29. "Om jag vore arbetslös" (2.17) (Original: "If I Were A Carpenter", Tim Hardin)
30. "Öreblues" (2.08)
31. "Balladen om flykten" (3.39) (Original: "Ramblin' Boy", Tom Paxton)
32. "Telegram för en bombad by" (1.18)

- Spår 1-12: Alla spår från Ballader och grimascher.
- Spår 13-25: Alla spår från Ballader och oförskämdheter.
- Spår 26, 28-31: Utgivna på singel vid olika tillfällen.
- Spår 27: Tidigare outgiven.
- Spår 32: Grimascher och telegram.

### CD 2 (1966-1970)
1. "Cylinderhatten" (2.36)
2. "Jubelvisa över Fiffiga Nanette" (2.40)
3. "Telegram för Lucidor" (1.35)
4. "En visa om ett rosenblad" (4.00)
5. "Medborgarinnan Agda Gustavssons lott" (3.35)
6. "Polaren Per är kärlekskrank" (2.26)
7. "Ångbåtsblues" (2.57)
8. "Telegram för en tennsoldat" (2.20)
9. "Får jag presentera Fiffiga Nanette?" (1.53)
10. "Jag hade en gång en båt" (2.58) (Original: "Sloop John B", The Beach Boys)
11. "Balladen om herr Fredrik Åkare och den söta Fröken Cecilia Lind" (2.53)
12. "Telegram för min värdinna" (1.34)
13. "Telegram för fullmånen" (1.46)
14. "Deirdres samba" (3.01) (Originaltitel: Quem te viu, quem te ve, Chico Buarque)
15. "Bibbis visa" (1.24)
16. "Veronica" (3.03)
17. "I Rio de Janeiro" (3.39)
18. "Florentijn i byn" (2.34)
19. "Papillas samba" (1.40)
20. "Somliga går med trasiga skor" (3.01)
21. "Felicia - adjö" (2.36)
22. "Tomtebloss" (1.48)
23. "Saskia" (4.33)
24. "Personliga Person" (1.55)
25. "Rosenblad, Rosenblad" (2.19)
26. "Generalens visa" (1.54)
27. "Fåglar" (2.35)
28. "Hajar'u de då Jack?" (2.25)
29. "Morbror Frans" (1.54)
30. "Huvudlösen för aftonen" (2.59)

- Spår 1-13: (+spår 32 från CD 1) Alla spår från Grimascher och telegram.
- Spår 14-24: Alla spår från Tio vackra visor och Personliga Person.
- Spår 25-30: Poem, ballader och lite blues.

### CD 3 (1970-1978, spår 23 från 1985)
1. "Märk hur vår skugga" (3.30) (Original: "Epistel N:o 81, Märk hur vår skugga, märk Movitz Mon Frère!"; "Til Grälmakar Löfberg i Sterbhuset vid Danto bommen" , Carl Michael Bellman)
2. "Blues för Inga-Maj" (2.51)
3. "Cool water - på Den Gyldene Freden" (3.00)
4. "Ett gammalt bergtroll" (5.02) (Dikt skriven av Gustaf Fröding år 1896: "Ett gammalt bergtroll")
5. "Sonja och Siw" (2.53) (Musik: Jojje Wadenius)
6. "Elisabeth" (3.52)
7. "Jag" (1.23)
8. "En visa till Gagga" (2.43)
9. "Ågren" (3.12)
10. "Hopplös blues" (3.11)
11. "Skulle iagh söria såå wore iagh tokott" (1.54)
12. "Transkription till d'Artagnan" (3.28)
13. "Anna själv tredje" (1.04)
14. "En viss sorts samba" (2.41)
15. "Epistel 68 "Movitz, i afton står baln"" (2.35) (Original: "Epistel N:o 68, Movitz, i afton står Baln"; "Angående sista balen på Grönlund", Carl Michael Bellman)
16. "Epistel 48 "Solen glimmar blank och trind"" (3.43) (Original: "Epistel N:o 48, Solen glimmar blank och trind"; "Hvaruti afmålas Ulla Winblads hemresa från Hessingen", Carl Michael Bellman)
17. "Epistel 71 "Ulla, min Ulla, säg får jag dig bjuda"" (3.57) (Original: "Epistel N:o 71, Ulla! min Ulla! säj får jag dig bjuda"; "Till Ulla i fönstret på Fiskartorpet", Carl Michael Bellman)
18. "Getinghonung à la Flamande" (4.09)
19. "Polaren Per hos det sociala" (3.37)
20. "Getinghonung provençale" (4.32)
21. "Balladen om båtsman Charlie Donovan" (3.58)
22. "En halv böj blues" (4.08)
23. "Blues för Dubrovnik" (4.05)

- Spår 1-14: Poem, ballader och lite blues.
- Spår 15-17: Spring mot Ulla, spring! Cornelis sjunger Bellman.
- Spår 18-20: Getinghonung.
- Spår 21: Narrgnistor och transkriptioner.
- Spår 22: Narrgnistor 2, En halv böj blues och andra ballader.
- Spår 23: Mannen som älskade träd.

### CD 4 (1969-1980)
1. "Plogen" (3.29) (Original: "El arado", Victor Jara)
2. "Jag minns dig Amanda" (2.27) (Original: "Te recuerdo Amanda", Victor Jara)
3. "A Cuba" (4.23) (Original av Victor Jara)
4. "Manifest" (4.02) (Original: "Manifesto", Victor Jara)
5. "Rätten till ett eget liv" (4.07) (Original: "El derecho de vivir en paz", Victor Jara)
6. "La Diuca" (2.59) (Original av Victor Jara)
7. "Varken det ena eller andra" (3.24) (Original: "Ni chica, ni limona", Victor Jara)
8. "Angelita Hueneman" (4.10) (Original av Victor Jara)
9. "Fimpen" (2.18) (Original: "El cigaritto", Victor Jara)
10. "Folkets vind" (2.38) (Original: "Vientos del pueblo")
11. "Sambaliten" (3.06)
12. "Sjuttonde balladen" (3.06) (Original: Evert Taube)
13. "Byssan lull" (2.43) (Traditionell visa)
14. "Dansen på Sunnanö" (3.46) (Original: Evert Taube)
15. "Nudistpolka" (2.23) (Original: Evert Taube)
16. "Skärgårdsfrun" (1.29) (Original: Evert Taube)
17. "Ingrid Dardels polska" (1.41) (Original: Evert Taube)
18. "Vals i Valparaiso" (3.13) (Original: Evert Taube)
19. "Och skulle det så vara" (1.34) (Original: Evert Taube)
20. "Oxdragarsång" (2.05) (Original: Evert Taube)
21. "Cervantes" (4.00) (Original: Evert Taube)
22. "Fritiof Anderssons paradmarsch" (3.24) (Original: Evert Taube)
23. "Jag är fri, jag har sonat" (2.41) (Original: Evert Taube)
24. "En fattig trubadur" (3.28) (Text: Arne Pärsson. Musik: Alvar Kraft)
25. "Första vackra dan i maj" (2.37) (Originaltitel: "Op Een Mooie Pinksterdag". Text: Annie M.G. Schmidt. Musik: Harry Bannink)

- Spår 1-10: Alla spår från Cornelis sjunger Victor Jara. Rätten till ett eget liv, exklusive spår 11: "La Partida".
- Spår 11: Hommager & pamfletter.
- Spår 12-23: Alla spår från Cornelis sjunger Taube, exklusive spår 3: "Den glade bagarn i San Remo".
- Spår 24: Utgiven på singel år 1971.
- Spår 25: Utgiven på singel år 1970.

### CD 5 (1964-1987)
1. "I natt jag drömde något som" (2.00) (Originaltitel: "Last Night I Had The Strangest Dream", Ed McCurdy)
2. "Mördar-Anders" (2.02) (Originaltitel: "The Ballad of Sam Hall", traditionell folkvisa)
3. "Brev från kolonien" (2.55) (Originaltitel: "Hello Muddah, Hello Fadduh", Allan Sherman (1963))
4. "Teddybjörnen" (1.20)
5. "Milan" (0.30)
6. "Tänk om jag hade en sabel" (2.36)
7. "Horoskopvisa" (4.33)
8. "Min polare Per" (1.51)
9. "Ångbåtsblues" (3.48)
10. "Balladen om ett munspel" (2.57)
11. "Telegram för Lucidor" (2.11)
12. "Dekadans" (2.32)
13. "Polaren Per hos polisen" (3.35)
14. "Ballad om polisen" (2.05)
15. "Telegram för en tennsoldat" (1.21)
16. "Grimasch om morgonen" (2.25)
17. "Esmeralda" (3.20)
18. "Sportiga Marie" (2.02)
19. "Josef och Maria" (2.14)
20. "Jultomten är faktiskt död" (2.41)
21. "Hönan Agda" (2.44)
22. "Klättergroda" (1.07) (Dikt skriven av Nils Ferlin år 1957) (Live från Almstriden år 1971)
23. "Svappavaara-visan" (2.02) (Live från Almstriden år 1971)
24. "Djurgårdsmässa" (3.23) (Dikt skriven av Nils Ferlin)
25. "Till damtidningen Femina" (2.00)
26. "Turistens klagan" (3.16)
27. "En dag var hela jorden" (2.05)
28. "Ann-Katrin farväl" (5.29)
29. "Sommarkort (En stund på jorden)" (3.31) (Skriven av Peter R. Ericson åt Vreeswijk)

- Spår 1-5: Visor och oförskämdheter.
- Spår 6-20: Alla spår från Cornelis Live.
- Spår 21: Utgiven på singel 1969.
- Spår 22-23: Låt almarna leva.
- Spår 24: Vispråmen Storken 1.
- Spår 25: I stället för vykort.
- Spår 26: Felicias svenska suite.
- Spår 27: Mannen som älskade träd.
- Spår 28: Till Fatumeh – Rapport från de osaligas ängder....
- Spår 29: Utgiven på singel 1987.